# José Aristodemo Pinotti
José Aristodemo Pinotti (São Paulo, 20 de dezembro de 1934 — São Paulo, 1 de julho de 2009) foi um médico ginecologista e político brasileiro. Foi eleito membro da Academia Nacional de Medicina em 2004, ocupando a cadeira 22, que tem Cláudio Velho da Mota Maia como patrono.

## Carreira profissional
Pinotti formou-se em medicina na Universidade de São Paulo em 1958. Especializou-se em câncer ginecológico e mamário na Universidade de Florença, Istituto Nazionale dei Tumori de Milão e Institute Gustave Roussy de Paris.
Foi diretor executivo do Instituto da Mulher do Hospital das Clínicas de São Paulo e chefe do Departamento de Obstetrícia e Ginecologia da USP.
Suas atividades científicas incluíram mais de mil publicações entre livros, artigos, monografias e participação em congressos nacionais e internacionais.

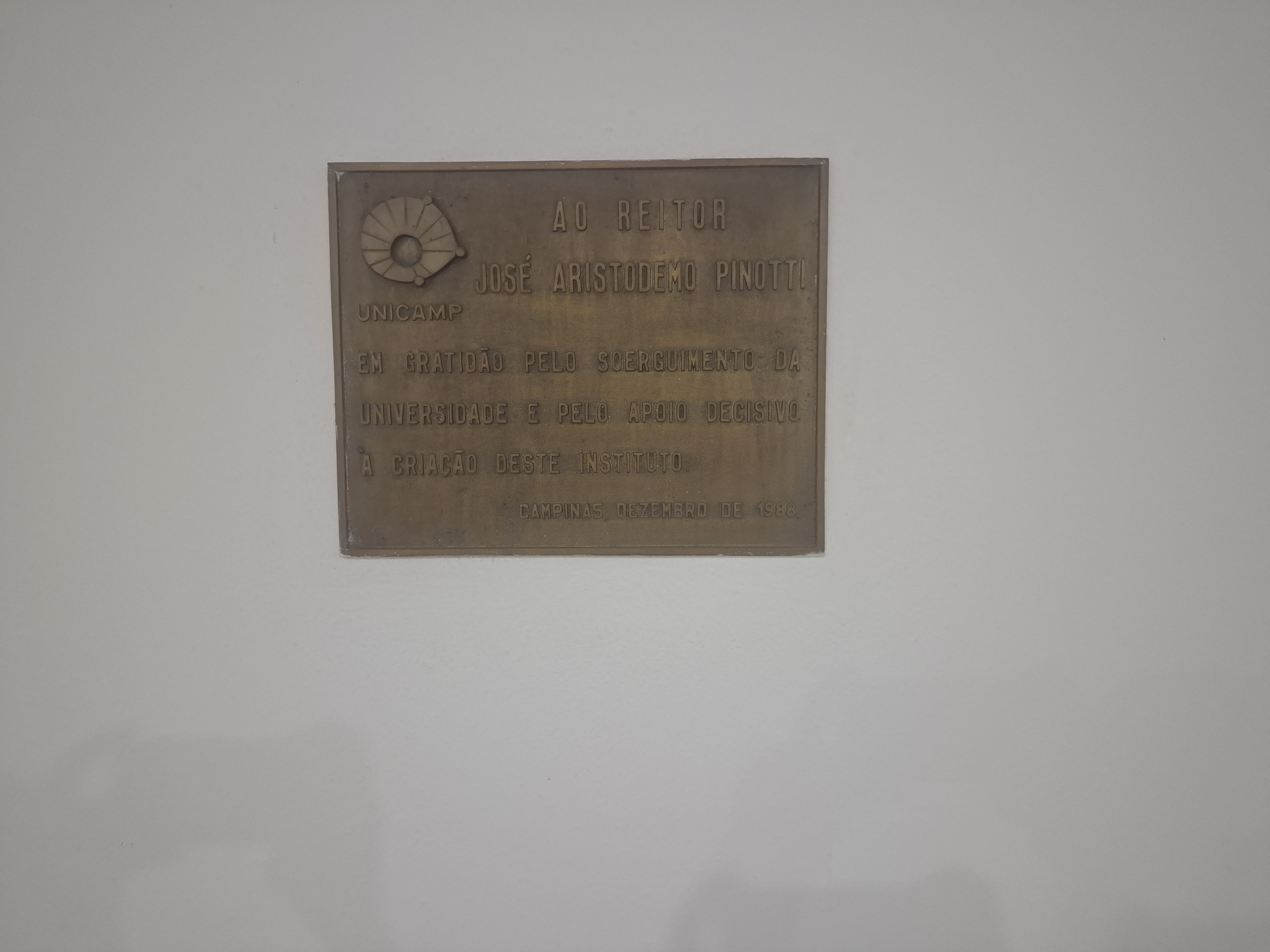
Placa em homenagem a José Aristodemo Pinotti presente no Instituto de Economia da Unicamp.

## Carreira política
Foi nomeado reitor da UNICAMP pelo então governador Paulo Maluf em decreto publicado no dia 20 de fevereiro de 1982, tendo permanecido no cargo até meados de 1986 – já na gestão de Franco Montoro. Durante sua gestão foi instalada a prefeitura do campus, oficialmente estabelecido o Instituto de Geociências e criados o Instituto de Economia e a Faculdade de Educação Física.
Pinotti foi secretário da Educação do Estado de São Paulo entre 1986 e 1987 (gestão Montoro); secretário Estadual da Saúde de 1987 a 1991 (gestão Quércia); presidente da Fundação Ulysses Guimarães, entre 1995 a 1997; secretário de Saúde na Prefeitura de São Paulo em 2000 (gestão Régis de Oliveira), secretário municipal de Educação São Paulo entre 2005 e 2006 (gestão Serra), secretário estadual de Ensino Superior em 2007 (gestão Serra) e secretário municipal especial da Mulher de São Paulo (gestão Kassab).
Também foi candidato à prefeitura de São Paulo em 1996, pelo PMDB, tendo 101.356 votos (5º colocado).
Antes de filiar-se ao DEM, em 2007, passou pelo PMDB (entre 1989 e 1997 e entre 2001 e 2003), quando foi também presidente da Fundação Ulysses Guimarães, pelo PSB (entre 1997 e 1998), pelo PV (entre 1999 e 2001), e pelo PFL (entre 2003 e 2007).
Estava em seu terceiro mandato como deputado federal e licenciou-se em 04/03/09 para tratamento de um câncer de pulmão, tendo falecido em 01 de julho de 2009.
Seu suplente Milton Vieira assumiu a sua vaga.
Sua filha Marianne Pinotti foi vice na chapa do Gabriel Chalita (PMDB) para a prefeitura paulistana nas eleições de 2012.